# Palazzo Banchieri Rospigliosi

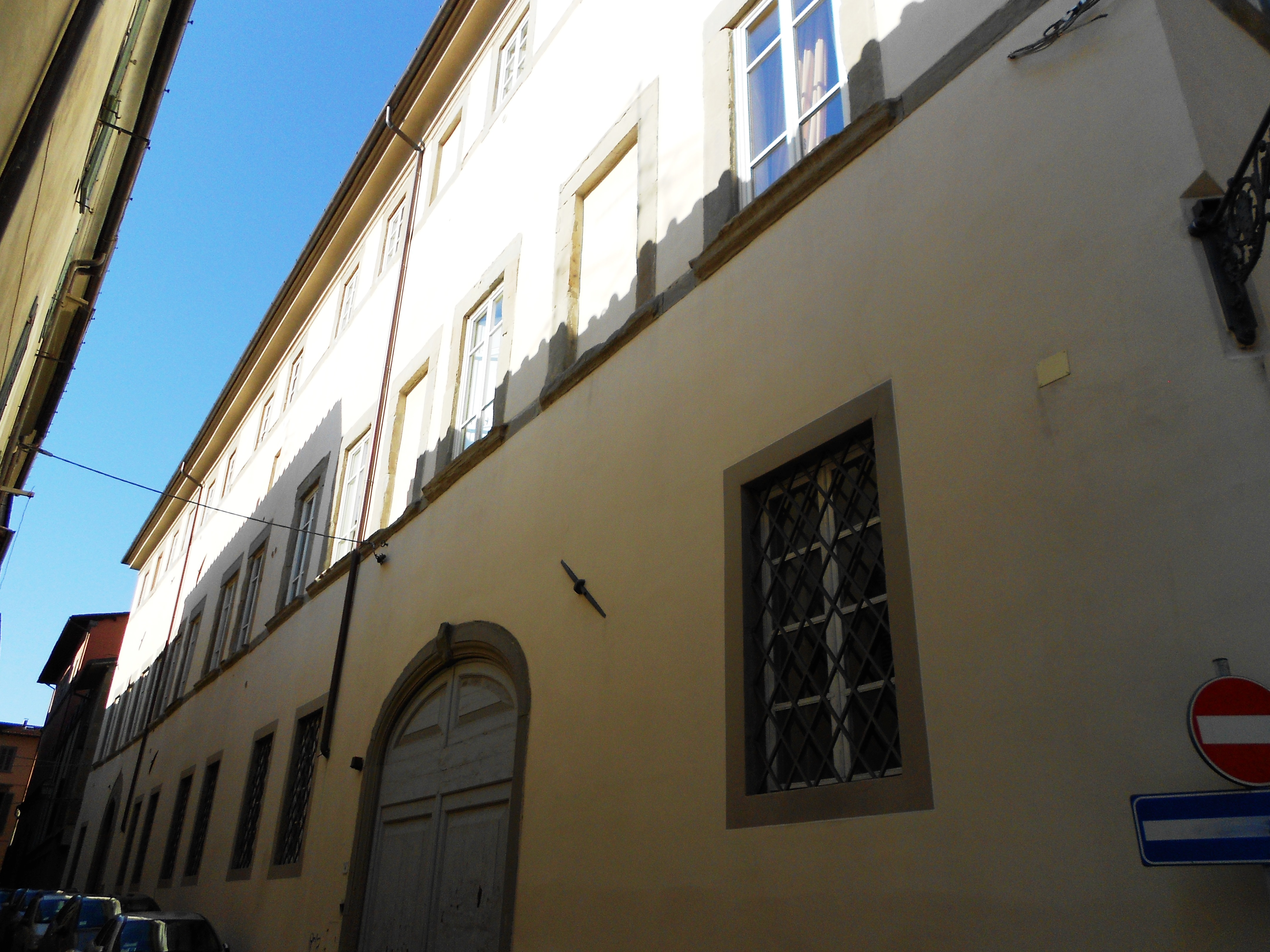
Palazzo Banchieri di via Amati a Pistoia

Palazzo Banchieri Rospigliosi è un palazzo storico che si trova a Pistoia in via Amati.

## Storia
L'antico Palazzo Banchieri Rospigliosi è delimitato da via Amati, via Del Gelso e via Della Rosa: anticamente fu punto di riferimento per il quartiere gravitante la Chiesa di San Paolo, come dimostrano diversi toponimi del XVIII secolo.
Originari del Montemagno, dove dovevano avere vasti possessi fondiari nella zona del Santo Novo (oggi Santonuovo - Quarrata), località in cui avranno anche una villa tuttora esistente, la Fattoria Santonuovo, i Banchieri si trasferirono nella città intorno al XIV secolo. Si stabilirono nella cappella della Chiesa di San Paolo, nell'area compresa fra le attuali via Amati e del Gelso, che anticamente erano dette per l'appunto "de' Banchieri". Proprio sulla via Amati ebbero il loro palazzo.
Via Amati, denominata "via nuova" nel 1490-1500, nel 1760 assunse infatti il toponimo di via de' Banchieri e solo cento anni dopo (1866) è possibile rintracciare il nome attualmente assunto. Anche la stessa via del Gelso nel 1777 la troviamo menzionata come "vicolo detto de' Banchieri" oppure "vicolo di dietro a' Banchieri" a testimonianza della rilevanza di tale famiglia nella vita sociale dei Pistoiesi dell'epoca. Dal 1940 iniziò il passaggio di proprietà alla famiglia Rospigliosi, che ancora, fino al 1998, ha conservato l'intera proprietà dell'immobile. Purtroppo, nonostante le numerose ricerche, non è reso possibile conoscere di più sulle vicende del Palazzo. Anche tutti gli studi sulla famiglia Banchieri, o sulla storia di Pistoia, riportano brevi accenni, senza mai entrare nel merito della costruzione.
Il fabbricato, situato all'interno della seconda cerchia di mura del centro storico, è delimitato, come detto, dalla via del Gelso, ad ovest, da via Amati a sud, da via della rosa ad Est, ed è censito al N.C.E.U. nel foglio di mappa 222 mappali 245, 315, 318, 480, 481, 482 e, ad oggi, non risulta esistere alcun provvedimento di tutela ai sensi della Legge 01.06.1939 n. 1089 (Attestazione del Ministero Beni Culturali e Ambientali – Soprintendenza per i Beni Ambientali e Architettonici - Prot. N. 09551 A/1 del 23 maggio 1998).
Effettivamente l'immobile, seppur consistente, non presenta particolari elementi architettonici di rilevanza, se non il periodo di costruzione, che si presume far risalire al XVIII secolo.